# Wiesław Wasilewski
Wiesław Stefan Wasilewski (ur. 5 grudnia 1937 w Królewskim Moście koło Białegostoku) – polski fizyk, profesor. Rektor Wyższej Szkoły Inżynierskiej i Politechniki Radomskiej im. Kazimierza Pułaskiego w Radomiu w okresie 1993–1999.

## Życiorys
Urodził się w rodzinie nauczycielskiej. Jest synem Aleksandra (1909–1951) i Wandy (1905–1970) z domu Pogańko. Jest absolwentem (1955) I Liceum Ogólnokształcącego im. Adama Mickiewicza w Głubczycach. Studia fizyki ukończył (1962) na Wydziale Matematyki, Fizyki i Chemii Uniwersytetu Wrocławskiego. Należał do grupy naukowej Waleriana Ziętka (ucznia Romana Ingardena) zajmującej się teoretycznym opisem struktur domenowych w materiałach magnetycznych. Doktorat nauk fizycznych (1970, promotor: Walerian Ziętek) otrzymał za rozprawę Teoria procesu namagnesowania ferromagnetyków jednoosiowych z prostą strukturą domenową typu Landaua – Lifszica. Stopień doktora habilitowanego (1983) uzyskał po przedstawieniu pracy Własności cienkich warstw ferromagnetycznych w pobliżu punktu przejścia fazowego od stanu jednorodnego namagnesowania do struktury domenowej. Obydwa stopnie naukowe nadano mu w Instytucie Niskich Temperatur i Badań Strukturalnych PAN we Wrocławiu. Tytuł profesora nauk fizycznych otrzymał w 1992.
W okresie 1962–1967 pracował w Instytucie Fizyki Teoretycznej Uniwersytetu Wrocławskiego. Do 1978 był zatrudniony w tworzącej się Kielecko-Radomskiej Wyższej Szkole Inżynierskiej – późniejszej Politechnice Świętokrzyskiej w Kielcach. Od 1978 do przejścia na emeryturę w 2012 kontynuował pracę w Wyższej Szkole Inżynierskiej w Radomiu, przekształconej w 1996 w Politechnikę Radomską, a następnie (2012) w Uniwersytet Technologiczno-Humanistyczny im. K. Pułaskiego w Radomiu.

## Działalność naukowa
Zajmuje się fizyką ciała stałego i fizyką przejść fazowych. Tematyką jego badań były zagadnienia związane ze statycznymi i dynamicznymi własnościami magnetosprężystych cienkich warstw ferromagnetycznych oraz warstw hybrydowych.
Odbył staże i wizyty naukowe w Instytucie Badań Jądrowych im. G.I. Budkera w Nowosybirsku w Rosji (współpraca z A.Z. Patashinskim), Netherlands Interuniversity Reactor Institute w Delfcie w Holandii, International Centre for Theoretical Physics w Trieście we Włoszech, w departamencie fizyki teoretycznej University of Oxford w Anglii (G.A. Gehring) i w Instytucie Radiotechniki i Elektroniki Rosyjskiej Akademii Nauk w Moskwie (Y. I. Bespyatykh i V.D. Kharitonov). Współpracował także z Instytutem Niskich Temperatur i Badań Strukturalnych PAN we Wrocławiu (W. Ziętek i J. Klamut) oraz Katedrą Fizyki Politechniki Świętokrzyskiej (M. Gajdek).
Jest autorem kilkukrotnie wznawianego podręcznika akademickiego fizyki ciała stałego. Razem z Andrzejem Pękalskim był w 1963 jednym z inicjatorów Zimowych Szkół Fizyki Teoretycznej Uniwersytetu Wrocławskiego w Karpaczu.

## Działalność organizacyjna
Wiesław Wasilewski został wybrany na stanowisko rektora w kadencjach 1993–1996 i 1996–1999. W czasie pełnionej przez niego funkcji Wyższa Szkoła Inżynierska im. Kazimierza Pułaskiego w Radomiu została w 1996 uchwałą Sejmu przekształcona w Politechnikę Radomską im. Kazimierza Pułaskiego. Za jego rektoratu rozpoczęto i zakończono budowę budynku Wydziału Ekonomicznego i budynku laboratoryjnego Wydziału Materiałoznawstwa i Technologii Obuwia. W 1996 powołał Radę Patronacką uczelni. Negocjował tereny pod kampus Wydziału Mechanicznego. W 1999 władze Radomia przekazały uczelni budynek „Rogatka” zaadaptowany jako galeria wystawowa. Ilość samodzielnych pracowników naukowych w czasie pełnienia przez niego funkcji rektora podwoiła się, a ilość studentów uczelni wzrosła z około 3 tysięcy osób w 1993 do ponad 15 tysięcy w 1999.
W kadencjach 1999–2002 i 2002–2005 był wybrany na stanowisko prorektora do spraw nauki. Był kierownikiem Katedry Fizyki w latach 1984–2005.

## Odznaczenia i wyróżnienia
Został odznaczony Krzyżem Kawalerskim Orderu Odrodzenia Polski, Złotym Krzyżem Zasługi (dwukrotnie) oraz Medalem Komisji Edukacji Narodowej. W 1996 Tawrijski Uniwersytet Narodowy im. Władimira Wiernadskiego w Symferopolu nadał mu tytuł „Profesor honoris causa”. Doński Państwowy Uniwersytet Techniczny w Rostowie nad Donem wyróżnił go w 1999 doktoratem honoris causa. Otrzymał Medal Dobrej Sławy przyznany przez Wojewodę Radomskiego, a także tytuł „Radomianina roku 1996”.

## Inne informacje
Brał czynny udział w strajku okupacyjnym w radomskiej Wyższej Szkole Inżynierskiej – najdłuższym strajku w PRL (od 26 października do 13 grudnia 1981). Był uczestnikiem spotkań rektorów polskich uczelni państwowych z papieżem Janem Pawłem II w Watykanie (1996), Krakowie (1997) i Toruniu (1999). Kierował (2008–2012) Uniwersytetem Trzeciego Wieku przy uniwersytecie w Radomiu. Uczestniczył (1994–1998) w pracach Rady Programowej Teatru Powszechnego im. Jana Kochanowskiego w Radomiu. Był członkiem i uczestnikiem wypraw jaskiniowych wrocławskiej Sekcji Grotołazów.